# Иштван Ковач
Иштван Ковач (мађ. Kovács István, рум. István Kovács) је румунски фудбалски судија, мађарског порекла, који првенствено суди у румунској Лиги I. Од 2018. је интернационалац ФИФА-е, а од 2019. елитни судија УЕФА-е а од 2021. године Фифин видео помоћни судија (ВАР).
Он је 25. маја 2022. био главни судија финала УЕФА Лиге Европе између Роме и Фејенорда. А 22. маја 2024. је судио финале УЕФА Лиге Европе између Аталанте и Бајера из Леверкузена.

## Судијска каријера
Ковач је изабран да суди за Европско првенство у фудбалу 2020. заједно са својим сународником Овидијуом Хацеганом. Био је задужен за једну утакмицу групне фазе, ато је била утакмица између Холандије и Северне Македоније.
Дана 26. априла 2022. године, Ковач је судио прву утакмицу полуфинала УЕФА Лиге шампиона између Манчестер ситија и Реал Мадрида, коју је енглеска страна победила са 4–3. После доброг суђења, Ковач је добио похвале медија посебно за предност коју је пустио пред гол Бернарда Силве. Као награду, УЕФА судијски комитет га је изабрао да суди финале УЕФА Лиге Европе Конференције 2022.
Дана 25. маја 2022, Ковач је био задужен за финале УЕФА Лиге Европе Конференције 2022 између А.С. Рома и Фејенорд, прво финале у овом такмичењу.
Иштван Ковач је такође одређен да суди за Светско првенство у фудбалу 2022. заједно са својим сународницима помоћним судијама Василеом Маринескуом и Михајем Артеном. Био је четврти судија у осам мечева, али није био главни или помоћни судија ни на једној утакмици турнира.
Дана 19. јануара 2023, Ковач је судио финале 25. Купа Персијског залива између Ирака и Омана.
У јануару 2023. био је један од шест званичника утакмица именованих за Светско клупско првенство ФИФА 2022. у Мароку. Он је 7. фебруара надгледао полуфинале између Фламенга и Ел Хилала.
У јуну 2023. године, Ковач је именован за четвртог званичника финала УЕФА Лиге шампиона.
У мају 2024. изабран је од стране УЕФА да суди финале УЕФА Лиге Европе између Аталанте и Бајера из Леверкузена.
Дана 26. јуна 2024. године, Ковач је био главни судија на утакмици групне фазе УЕФА Еура 2024. између Чешке и Турске где је поделио 16 жутих картона чиме је оборио рекорд Европског првенства за највише опомена међу оба тима у једној утакмици. Искључио је Чеха Антоњина Барака после 20 минута, што је био најбржи црвени картон у историји Еура, као и још једног Чеха, Томаша Чорија након краја меча када је избила велика туча између играча.

### Европско првенство у фудбалу 2020.
| Фаза        | Датум         | Град      | Стадион           | Екипа 1            | Резултат  | Екипа 2   | Жути картон | Red card | Пенали |
| ----------- | ------------- | --------- | ----------------- | ------------------ | --------- | --------- | ----------- | -------- | ------ |
| Групна фаза | 21. јун 2021. | Амстердам | Јохан Кројф арена | Северна Македонија | 0:3 (0:1) | Холандија | 4 - 0       | 0 - 0    | 0 - 0  |

### Европско првенство у фудбалу 2024.
| Фаза        | Датум         | Град    | Стадион          | Екипа 1   | Резултат  | Екипа 2 | Жути картон | Red card | Пенали |
| ----------- | ------------- | ------- | ---------------- | --------- | --------- | ------- | ----------- | -------- | ------ |
| Групна фаза | 20. јун 2024. | Минхен  | Алијанц арена    | Словенија | 1:1 (0:0) | Србија  | 0 - 4       | 0 - 0    | 0 - 0  |
| Групна фаза | 26. јун 2024. | Хамбург | Фолкспаркстадион | Чешка     | 1:2 (0:0) | Турска  | 7 - 12      | 2 - 0    | 0 - 0  |